# Kaplakrikavöllur
Le Kaplakrikavöllur est un stade à multi-usages basé à Hafnarfjörður en Islande. Il est principalement utilisé pour les rencontres de football. 

C'est le club du FH Hafnarfjörður, qui y dispute ses rencontres à domicile lors du championnat de football islandais.

## Histoire
Sa capacité est de 6 000 places dont 2 200 places assises. Un projet d'agrandissement du stade prévoit de porter la capacité maximale d'accueil à 7 000 places, dont 4 000 places assises.